# Jean-Louis Gouraud
Jean-Louis Gouraud, né le 2 mars 1943 à Paris, est un écrivain et éditeur français. Il est reconnu comme historien et encyclopédiste du cheval et de l’équitation. Il œuvre beaucoup pour la reconnaissance du cheval aussi bien dans le milieu littéraire que par des actions en faveur de la reconnaissance d'actions et de lieux équestres historiques.

## Biographie
Jean-Louis Gouraud est né à Paris de parents d’origines angevine (sa mère est native de Saumur) et belge (son père est natif de Liège). Après des études primaires et secondaires entièrement réalisées au Collège Stanislas, un bac « philo », une année de Propédeutique, quelques cours au Musée des Arts et Traditions Populaires, et un Service Militaire au magazine des Forces Armées (1963), il entame une double carrière dans le journalisme militant (« Patrie & Progrès »), et classique (Die Welt, Le Figaro, L’Aurore, Combat) ainsi que dans l’édition (création en 1965 des Éditions Gouraud : un beau-livre sur le Crazy Horse Saloon, une collection d’Ultra-guides, le guide officiel des J.O. de Grenoble, etc.).

### Activités littéraires
Jean-Louis Gouraud a créé trois collections spécialisées dont il continue à assurer la direction
- Caracole, aux éditions Favre (plus de 60 titres parus à ce jour).
- Cheval chevaux, aux éditions du Rocher (une trentaine de titres parus à fin 2008, y compris les trois premiers numéros d’une revue bimestrielle éponyme) : récits, romans, essais, portraits.
- Arts équestres, aux éditions Actes-Sud (dix volumes parus) : littérature équestre semi-savante (général Durand, Étienne Beudant, Abd el-Kader, Xénophon, etc.).

Ainsi Jean-Louis Gouraud a-t-il donné naissance, comme éditeur, à une centaine d’ouvrages consacrés au cheval en vingt ans. Chiffre auquel il faut ajouter les ouvrages dont il est l’auteur (voir bibliographie ci-après).
Il est devenu en 1968 responsable des pages culturelles, puis directeur de la rédaction, puis directeur de l’hebdomadaire panafricain Jeune Afrique. Il est recruté en 1975 par le Ministère de la Coopération pour étudier (et réaliser) le lancement en Afrique francophone de magazines, livres de poche, radios périphériques destinés principalement à la jeunesse. La structure créée pour la circonstance (Media international) se transforme petit à petit en société de conseil en communication, à laquelle de nombreux gouvernements africains et/ ou arabes (Algérie, Libye, Togo, Cameroun, Zaïre, etc.) font appel.
Depuis 2010, il collabore à La Revue, magazine bimestriel francophone d'actualité.

### Activités équestres
En 1986, il crée aux éditions Favre (Lausanne, Suisse) une première collection entièrement et exclusivement consacrée au cheval, à l’équitation et/ou à l’hippologie, Caracole. Puis, en l’an 2000, avec cette fois le soutien de Bartabas (le fondateur de Zingaro et de l’Académie du spectacle équestre), une deuxième collection, toujours chez Favre, mais réservée dans ce cas à des albums d’art consacrés à des peintres ou sculpteurs inspirés par le cheval (le premier volume, consacré au peintre russe Svertchkov, est paru sous l’intitulé « collection Zingaro », les suivants, sous l’intitulé « collection Grande Ecurie de Versailles »).
En 1990, il a réalisé un « raid » équestre de Paris à Moscou : 3 333 km couverts en 75 jours avec deux chevaux de race trotteur français, Prince-de-la-Meuse et Robin. Parti le 1er mai et arrivé sur la Place Rouge le 14 juillet, il a offert ses chevaux à Gorbatchev et les a récupérés sous Eltsine.
En suscitant la création de l’OMCB (Organisation Mondiale du Cheval Barbe) à l’issue d’un colloque international organisé à Alger en juin 1987, il a favorisé la reconnaissance officielle du barbe en France.
Il a fait connaitre le cheval Akhal-Teke en France via la création de la première Association Française du Cheval Akhal-Teke – AFCAT – en 1998, et la révélation de « l’affaire Gendjim », le cheval de François Mitterrand.
Il voyagé à pied, à cheval, et en voiture dans toute l’Afrique du Nord, l’Afrique noire, la Sibérie (Altaï, Baïkal), l'Asie Centrale (Turkménistan, Ouzbékistan, Kazakhstan, Kirghizie), la Volga (Saratov, Kazan, Kalmoukie), la Carélie, etc. ; ainsi qu’en Mongolie, en Chine, en Inde, etc.
Il a « redécouvert » près de Saint-Pétersbourg, le cimetière équin de Tsarskoïe Selo, créé par Nicolas Ier et abandonné à la révolution. Devenue un dépotoir, la nécropole contenant 120 pierres tombales devait être livrée au bulldozers. Il a collecté des fonds pour entreprendre sa restauration.
Il milite pour l’érection d’un Monument au cheval inconnu (une sculpture de Jean-Louis Sauvat). Le projet est officiellement inscrit au programme de la célébration, en 2012, du bicentenaire de la Bataille de Borodino/ la Moscowa). Il milite aussi pour la création à Paris d’une Maison européenne du Cheval, la création à Saint-Pétersbourg d’une Académie russe d’équitation et la création, et quelque part en Orient, d’une institution consacrée au cheval dans la culture islamique.
Il rêve d’organiser une vaste opération équestre de Carthage à Rome (Tunisie, Algérie, Maroc, Espagne, France, Italie) « sur les traces de Hannibal » et à la gloire du petit cheval d’Afrique du nord.
Il a organisé, en coopération avec la Maison des Cultures du Monde, plusieurs spectacles (musique, danse, chant, poésie) à la gloire du cheval : au théâtre Renaud-Barrault le 4 juin 1994, au théâtre de l’Alliance Française le 24 septembre 1998, etc.

### Vie privée
Jean-Louis Gouraud est le père de trois enfants : Philippe Hannibal Siegfried (né en 1967), Johanna Attila Lili (née en 1969) de mère allemande, et Nicolaï Timour Louis (né en 1994) de mère russo-tatare.

### Romans et fictions
- Serko (Favre, 1996)
- Riboy (Equilivres, 1999)
- Ganesh (Favre, 1999)

(Ces trois romans ont été réédités en un seul volume aux éditions du Rocher en 2006.)
Riboy a été adapté au cinéma par Bartabas (« Chamane », 1996).
Serko a été adapté au cinéma par Joël Farges (« Serko », 2006).

### Récits de voyage
- Le Pérégrin émerveillé (Actes Sud, coll. « Babel », 2013) - Prix Renaudot Poche 2013.

### Anthologies et florilèges
- Le Cheval (en collaboration avec Jean-Pierre Digard, Omnibus, 1995)
- Célébration du cheval (Le Cherche midi, 1996)
- Le cheval (en coopération avec les haras nationaux et le Muséum national d'histoire naturelle, Favre, 2000)
- Éloge du crottin, (Pur-cent, 2008)
- Le Goût du cheval (Mercure de France, 2009)
- Chevaux au jour le jour (photos de Gabriele Boiselle, Éditions de La Martinière, 2010)
- Mille et un proverbes sur le cheval (Éditions du Rocher, 2016)

### Collectors et «compils»
- Première rencontre (Phébus, 2001)
- « C’est pas con un cheval. C’est pas con !… » (Éditions du Rocher, 2003)
- Histoires d’amour et de chevaux (Éditions du Rocher, 2005)
- Pour la gloire (du cheval) (Favre, 2006)
- Pour la gloire du cheval (Favre, 2006)
- Le cheval, animal politique (Favre, 2009)
- Hippomanie (Favre, 2011)
- La bride sur le cou (Actes Sud, 2013)
- Le cheval, un dieu ? Et l'équitation, une religion ? (Actes Sud, 2013, ouvrage collectif dirigé par Jean-Louis Gouraud, avec les contributions de Laurent Flichy, Vincent Fargeat, Guillaume Henry, Tanneguy de Sainte Marie, Henri Vivier, Michel Onfray, Chantal Van Tri et Jean de La Varende)
- Ruades (Favre, 2015)
- Mes galops (Éditions du Rocher, 2015)

### Equus & Venus
- Le cheval est une femme comme une autre (Pauvert, 2001)
- Eros & Hippos (Maison des Cultures du Monde, 2001)
- Femmes de cheval (Favre, 2004)

### Chevaux du monde
- Un petit cheval dans la tête (Maison des Cultures du Monde, 1991)
- Chevaux d’Orient (Gallimard, coll. « Découvertes Gallimard Hors série », 2002)
- Chevaux (photographies de Yann Arthus-Bertrand, Le Chêne, 2003)
- Le Cheval (Actes Sud, 2010)

### Géographie amoureuse
- Russie : des chevaux, des hommes et des saints (Éditions Belin, 2001)
- L’Afrique par monts et par chevaux (Éditions Belin, 2002)
- L’Asie centrale, centre du monde (du cheval) (Éditions Belin, 2005)
- L’Orient, enfer et paradis du cheval (Éditions Belin, 2007)
- La Terre vue de ma selle (Éditions Belin, 2009)
- Petite géographie amoureuse du cheval (Éditions Belin, 2017) - Prix Nicolas Bouvier / Étonnants Voyageurs 2017

## Distinctions
- 1977 : Officier de l'Ordre du Mono (Togo)
- 1990 : Médaille Maréchal Budionny (URSS)
- 1996 : Prix littéraire de l’Académie Pégase
- 2001 : Stylo d’or de l’Association de la presse équestre française (Prix Spécial Yves Hilaire)
- 2002 : Chevalier de l'ordre du Mérite agricole (France)
- 2006 : Prix littéraire de l’Académie vétérinaire de France (Prix Fernand Méry)
- 2007 : Chevalier de l'ordre des arts et des lettres (France)
- 2010 : Trophée Epona
- 2013 : Prix Renaudot Poche
- 2017 : Prix Nicolas Bouvier / Étonnants Voyageurs